# Burg Krewa

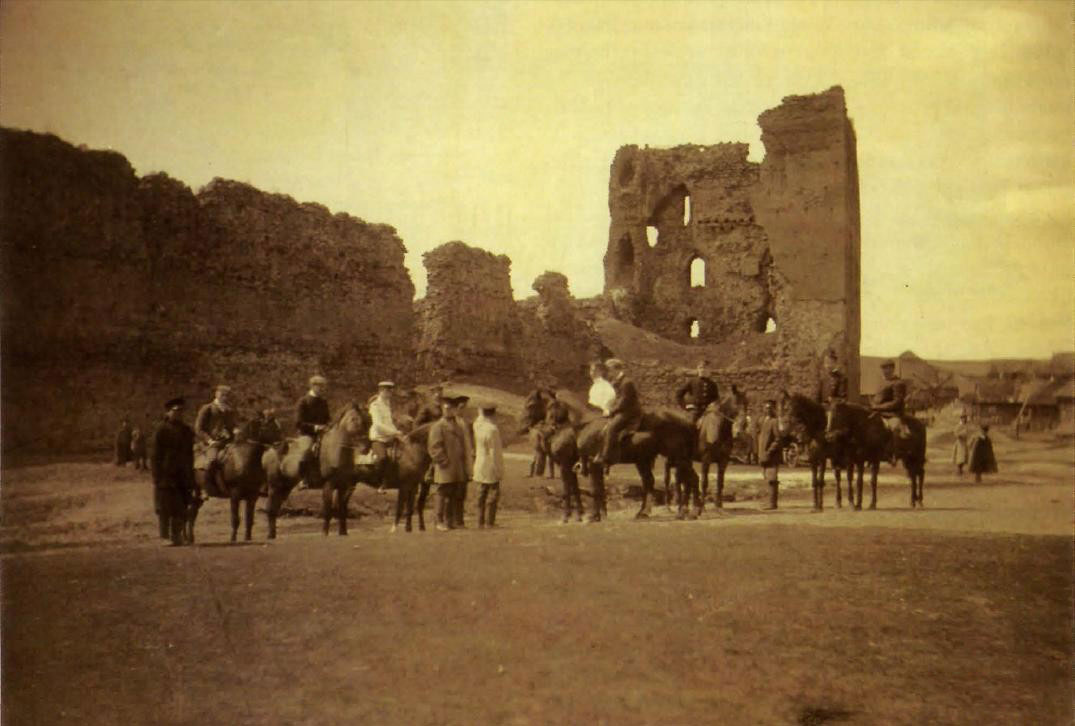
Burgruine 1905

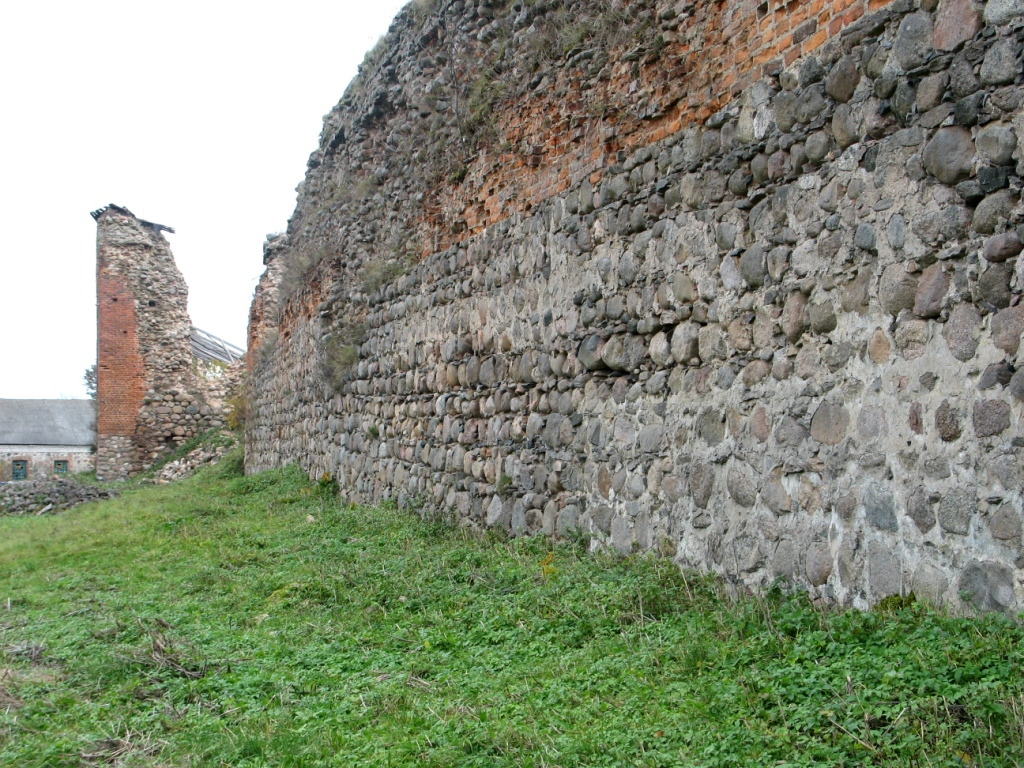
Burgmauern mit Resten der gotischen Backsteinverblendung

Die Burg Krewa, auch Burg Krewo, ist eine Ruinenstätte bei dem gleichnamigen Dorf Krewa in Belarus.
Zur Zeit des Großfürstentums Litauen war die Burg eine der wichtigsten Residenzen der litauischen Großfürsten. Als Gründer wird Algirdas angenommen, der von 1296 bis 1377 lebte.
1385 wurde auf der Burg die Union von Krewo besiegelt, die Personalunion des Großfürstentums Litauen mit dem Königreich Polen.
Seit 1391 war die Burg Sitz eines Starosten.
Zwischen 1503 und 1506 wurde sie von Tataren zerstört.
Im 19. Jahrhundert wurde innerhalb der Burgmauern ein hölzernes Rathaus für Krewa errichtet, das seit 1559 Stadt nach Magdeburger Recht war.
Im Ersten Weltkrieg wurde um die immer noch strategisch nutzbaren Befestigungsanlagen gekämpft. Dabei ging einiges der mittelalterlichen Backsteinarchitektur verloren.